# Alan Brazo
Alan Brazo (Francia, 21 de mayo de 1992) es un jugador profesional francés de rugby que se desempeña en la posición de ala cerrado en Union Sportive Arlequins Perpignanais, equipo perteneciente a la liga Top 14.

## Carrera
Brazo es un jugador de formación francesa (JIFF). En 2010 comenzó su carrera deportiva con el equipo Union Sportive Arlequins Perpignanais, donde lleva jugando catorce temporadas.